# Avenida España (Trujillo)
La Avenida España es una de las principales avenidas de la ciudad de Trujillo, ubicada en la costa norte peruana. Esta avenida fue construida en forma elíptica siguiendo las huellas de la antigua muralla de Trujillo y urbanísticamente circunda la trama urbana inicial del Centro Histórico de Trujillo. Es la principal avenida comercial del distrito  de Trujillo y una de las más importantes de la ciudad. Al tener forma elíptica su recorrido empieza y termina en el mismo punto; si el recorrido se inicia en el oeste, en la avenida Larco, al desplazarse por cualquiera de los carriles de la avenida se terminará el recorrido en el mismo punto de inicio. 
Es considerada una avenida con un alto nivel de tránsito debido a que diariamente acoge tanto transporte vehicular privado como público y también gran cantidad de transeúntes y comerciantes. Presenta gran actividad comercial y es una de las más visitadas de la ciudad; La avenida a lo largo de su extensión presenta gran cantidad de negocios e instituciones; corta a casi todas las calles del centro histórico de Trujillo y a su paso concentra restaurantes muchos de tipo gourmet, cafeterías, librerías, boutiques, tiendas, centros educativos, etc. También se interseca con varias de las principales avenidas de la metrópoli, convirtiéndola en una arteria muy importante porque concentra gran cantidad de tránsito vehicular y gente. 

## Recorrido

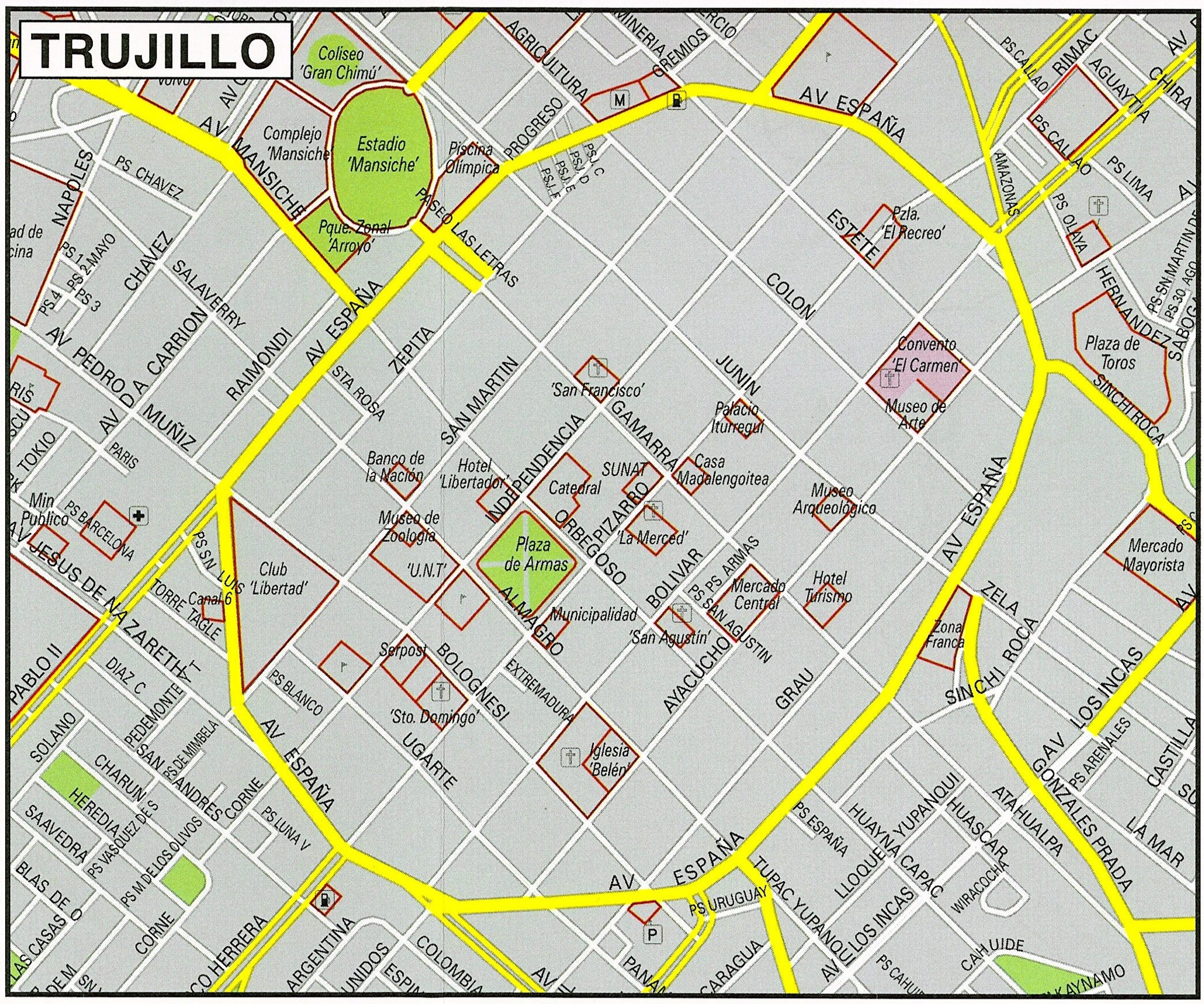
Mapa del centro histórico de Trujillo en el 2012, aún conserva la misma estructura de su fundación. Se observa la avenida España construida sobre las huellas de la antigua muralla de Trujillo.

La primera cuadra de la avenida inicia en la intersección con la avenida Larco hasta la calle Independencia, en pleno centro histórico de Trujillo; todas las cuadras de la avenida son de corte variado, existen centros educativos, centros comerciales, centros financieros, de servicios, etc.

## Puntos turísticos
- Alameda de Mansiche, ubicada en la intersección con la avenida mansiche
- Complejo Deportivo Mansiche
- Zona Franca, complejo comercial formado por varias galerías comerciales, se ubica en la intersección con la calle Francisco de Zela.
- Baluarte Herrera, fragmento conservado de la antigua muralla de Trujillo.
- Club Libertad de Trujillo, se ubica en la cuadra tres entre las calles San Martín y Francisco Bolognesi.

### Multimedia
- Wikimedia Commons alberga una galería multimedia sobre Trujillo.
- Galería fotográfica del Centro Histórico de Trujillo por Panoramio, incluye información geográfica de varios autores.
- Imágenes Coloniales del Centro Histótico de Trujillo